# Gunnel Törnander
Gunnel Törnander, född 5 april 1937 i Karlstad, död 2006 i Stockholm, var en svensk journalist. Hon hade bakom sig en mångsidig och framgångsrik karriär på Sveriges Radio och Dagens Nyheter, på den senare som bland annat redaktör samt tv-krönikör och kritiker fram till maj 2002. Den 5 augusti 1983 var hon värd för Sommar i Sveriges Radio P1. År 1980 sammanställde hon ett program om Jean-Paul Sartre i Sveriges Radio P1.
Vid Uppsala universitet tog en fil.kand. 1963 i statskunskap, historia, allmän och jämförande etnografi samt språken franska och spanska. Törnander var direktör för svenska kulturhuset i Paris 1983–1985. Dessutom var hon TV-producent på Sveriges Television.[källa behövs] Mellan 1995 och 1997 ingick hon i Stora journalistprisets jury. Gunnel Törnander skrev böckerna Algeriets fredliga revolution (1971) och Familj i Nordafrika (1971). På 1960-talet hamnade hon i Säkerhetspolisens register i samband med vänstervågen.